# Titularbistum Tragurium
Tragurium (ital.: Traù) ist ein Titularbistum der römisch-katholischen Kirche.
Es geht zurück auf das 1828 aufgehobene Bistum Trogir im heute kroatischen Trogir. Der Bischofssitz war der Kirchenprovinz Salona zugeordnet.
| Titularbischöfe von Tragurium |                                 |                                                                   |                   |                  |
| Nr.                           | Name                            | Amt                                                               | von               | bis              |
| 1                             | Frans Joseph Bruls Canisius SMM | emeritierter Erzbischof von Villavicencio (Kolumbien)             | 26. April 1969    | 7. Januar 1976   |
| 2                             | Thaddeus Anthony Shubsda        | Weihbischof in Los Angeles (USA)                                  | 20. Dezember 1976 | 26. Mai 1982     |
| 3                             | Dale Joseph Melczek             | Weihbischof in Detroit Apostolischer Administrator von Gary (USA) | 3. Dezember 1982  | 28. Oktober 1995 |
| 4                             | Pierre Farine                   | Weihbischof in Lausanne, Genf und Freiburg (Schweiz)              | 12. August 1996   |                  |